# Championnat de Tunisie de football 1988-1989
Navigation
Saison précédente Saison suivante
La saison 1988-1989 du Championnat de Tunisie de football était la 34e édition de la première division tunisienne à poule unique, la Ligue Professionnelle 1. Les quatorze meilleurs clubs tunisiens jouent les uns contre les autres à deux reprises durant la saison, à domicile et à l'extérieur. En fin de saison, les deux derniers du classement sont relégués et remplacés par les deux meilleurs clubs de Ligue Professionnelle 2 tandis que le 12e dispute un barrage de promotion-relégation face au 3e de D2.
L'Espérance sportive de Tunis, tenante du titre, remporte le championnat cette année en terminant en tête du classement, avec 13 points d'avance sur le Club Africain et 15 sur l'Étoile sportive du Sahel. C'est le 9e titre de champion de Tunisie de l'histoire du club, qui réalise même le doublé en battant son dauphin en finale de la Coupe de Tunisie.
Le CA Bizerte confirme son déclin sportif : un an après son succès en Coupe d'Afrique des vainqueurs de coupe de football, le club descend en LP2 au terme d'un barrage de promotion-relégation perdu aux tirs au but face au Club Sportif de Hammam-Lif.

## Clubs participants
| - Avenir sportif de Kasserine - Sfax railway sport - Promu de LP2 - Club africain - Espérance sportive de Tunis - Étoile sportive du Sahel - CA Bizerte - Avenir sportif de La Marsa - Promu de LP2 | - Union sportive monastirienne - Stade tunisien - CS sfaxien - Club olympique des transports - Océano Club de Kerkennah - Promu de LP2 - Olympique de Béja - Jeunesse sportive kairouanaise |

## Compétition

### Classement
Le barème de points servant à établir le classement se décompose ainsi :
- Victoire : 4 points
- Match nul : 2 points
- Défaite : 1 point

| Rang | Équipe                              | Pts | J  | G  | N  | P  | Bp | Bc | Diff |
| ---- | ----------------------------------- | --- | -- | -- | -- | -- | -- | -- | ---- |
| 1    | Espérance sportive de Tunis (T) (C) | 85  | 26 | 18 | 5  | 3  | 46 | 19 | +27  |
| 2    | Club Africain                       | 72  | 26 | 13 | 7  | 6  | 40 | 28 | +12  |
| 3    | Étoile sportive du Sahel            | 66  | 26 | 12 | 8  | 6  | 37 | 22 | +15  |
| 4    | Stade tunisien                      | 65  | 26 | 10 | 7  | 9  | 34 | 28 | +6   |
| 5    | Sfax railway sport (P)              | 64  | 26 | 10 | 8  | 8  | 33 | 29 | +4   |
| 6    | CS sfaxien                          | 61  | 26 | 8  | 11 | 7  | 22 | 26 | -4   |
| 7    | Avenir sportif de Kasserine         | 60  | 26 | 9  | 7  | 10 | 24 | 40 | -16  |
| 8    | Club olympique des transports       | 59  | 26 | 9  | 6  | 11 | 27 | 26 | +1   |
| 9    | Olympique de Béja                   | 59  | 26 | 10 | 3  | 13 | 22 | 29 | -7   |
| 10   | Avenir sportif de La Marsa (P)      | 58  | 26 | 8  | 8  | 10 | 35 | 31 | +4   |
| 11   | Union sportive monastirienne        | 57  | 26 | 6  | 13 | 7  | 23 | 29 | -6   |
| 12   | CA Bizerte                          | 57  | 26 | 7  | 10 | 9  | 20 | 21 | -1   |
| 13   | Jeunesse sportive kairouanaise      | 50  | 26 | 6  | 6  | 14 | 19 | 28 | -9   |
| 14   | Océano Club de Kerkennah (P)        | 39  | 26 | 2  | 7  | 17 | 12 | 38 | -26  |

|  | Qualification pour la Coupe des clubs champions 1990                                         |
|  | Qualification pour la Coupe des Coupes 1990                                                  |
|  | Participation au barrage de promotion-relégation                                             |
|  | Relégation directe en deuxième division                                                      |
|  | (T) Tenant du titre (C) Vainqueur de la Coupe de Tunisie (P) Club promu de deuxième division |

### Matchs

#### Barrage de promotion-relégation
Le 12e de Ligue Professionnelle 1, le CA Bizerte, affronte le 3e de deuxième division, le Club Sportif de Hammam-Lif lors d'un barrage organisé en matchs aller et retour.
| Équipe 1         | Résultat      | Équipe 2                         | Aller | Retour |
| ---------------- | ------------- | -------------------------------- | ----- | ------ |
| CA Bizerte (LP1) | 0 - 0 tab 4-5 | Club Sportif de Hammam-Lif (LP2) | 0 - 0 | 0 - 0  |

- Le Club Sportif de Hammam-Lif remporte le barrage aux tirs au but et est promu en première division; le CA Bizerte est relégué en LP2.

## Bilan de la saison
| Championnat de Tunisie de football 1988-1989 |                                        |
| Champion                                     | Espérance sportive de Tunis (9e titre) |
| Coupes et trophées                           |                                        |
| Vainqueur de la Coupe de Tunisie 1988-1989   | Espérance sportive de Tunis            |
| Qualifications continentales                 |                                        |
| Coupe des clubs champions 1990               | Espérance sportive de Tunis            |
| Coupe des Coupes 1990                        | Club Africain                          |
| Promotions et relégations                    |                                        |
| Promus en Ligue Professionnelle 1            | Club Sportif de Hammam-Lif             |
| Promus en Ligue Professionnelle 1            | Club sportif des cheminots             |
| Promus en Ligue Professionnelle 1            | Avenir sportif d'Oued Ellil            |
| Relégués en Ligue Professionnelle 2          | CA Bizerte                             |
| Relégués en Ligue Professionnelle 2          | Océano Club de Kerkennah               |
| Relégués en Ligue Professionnelle 2          | Jeunesse sportive kairouanaise         |